# Trichophysis obscura
Trichophysis obscura là một loài bọ cánh cứng trong họ Cerambycidae.